# Dusun Baru I
Dusun Baru I is een bestuurslaag in het regentschap Bengkulu Tengah van de provincie Bengkulu, Indonesië. Dusun Baru I telt 1431 inwoners (volkstelling 2010).